# 諏訪市博物館
諏訪市博物館（すわしはくぶつかん）は、長野県諏訪市にある市立の博物館。

## 概要
1990年開館。展示内容は諏訪の歴史や自然、信仰をテーマに、諏訪大社、高島藩、諏訪湖、製糸業、黒曜石、諏訪立川流彫刻、御柱祭、諏訪盆地における低湿地農業などの関係資料の他、市内の遺跡からの出土品など多岐にわたる。
館内には、諏訪市出身の考古学者藤森栄一の遺族から寄贈された、「諏訪考古学研究所」の資料が「藤森栄一コーナー」として展示されている。また藤森や戸沢充則の貴重な蔵書や、著書を閲覧出来る「すわ大昔情報センター」があり、書籍の検索を手伝うスタッフも常駐している。
常設展示室では、アニメーションによる諏訪の竜蛇伝説（甲賀三郎）、武田信玄の石棺(信玄が諏訪湖に埋葬されたという伝説)、諏訪湖の御神渡りの轟音等が紹介されている。特別展示室では原雅幸の寄贈による世界の蝶の標本2000個が展示されている。
2022年10月1日より諏訪信仰と神仏習合と神仏分離の歴史のプロジェクト、「諏訪神仏プロジェクト」の企画展「諏訪信仰と仏たち - 知られざる上社神宮寺 」開催。

## 主な展示品
- 入り口に彫刻家富永直樹作「美しき広場」像。
- 茶臼山遺跡出土品（諏訪市有形文化財）[4]
- 蛇体装飾付釣手土器（諏訪市有形文化財）
- フネ古墳出土品（長野県宝）
- 灰釉水鳥紐蓋付平瓶（諏訪市有形文化財）
- 武田信玄朱印状（個人寄託・諏訪市有形文化財）
- 日根野高吉宛行状（諏訪市有形文化財）
- 御枕屏風（八剣神社 (諏訪市)寄託・諏訪市有形文化財）
- 大祝（諏訪信仰の現人神）の装束
- 「インドラ・ジャトラ」「諏訪の御柱」等の映像作品[5]

## 利用案内
- 開館時間：午前9時から午後5時 （入館は午後4時30分まで）
- 休館日：月曜日、祝日の翌日、年末年始
- 利用時間
  - 4月1日〜10月31日 - 午前9時から午後4時まで
  - 11月1日〜3月31日 - 午前10時から午後3時まで

## アクセス
- 長野自動車道諏訪ICから車5分
- 諏訪大社上社本宮から徒歩5分